# 滬寧沿江高速鉄道
滬寧沿江高速鉄道（こねいえんこうこうそくてつどう、中文表記: 沪宁沿江高速铁路、英文表記: South Jiangsu Riverside High-speed Railway）は中華人民共和国の南京・上海間を結ぶ高速鉄道路線の一つである。

## 概要
滬寧都市間沿江鉄道は、長江デルタ地区の都市間鉄道網計画の重要な一部分をなす高速鉄道である。路線全長は約278.53km、全部江蘇省域内にある。

## 歴史
- 2018年10月8日 - 着工[3]。
- 2023年9月28日 - 正式開業[4]。